# Галароса
Галароса (ісп. Galaroza) — муніципалітет в Іспанії, у складі автономної спільноти Андалусія, у провінції Уельва. Населення — 1606 осіб (2010).
Муніципалітет розташований на відстані близько 380 км на південний захід від Мадрида, 80 км на північ від Уельви.
На території муніципалітету розташовані такі населені пункти: (дані про населення за 2010 рік)
- Лас-Чинас: 14 осіб
- Галароса: 1538 осіб
- Наваермоса: 54 особи

## Демографія
Динаміка населення (INE ):